# Ivan Ivanov (triatleta)
Ivan Ivanov (8 de enero de 1989) es un deportista ucraniano que compitió en triatlón y acuatlón. Ganó una medalla de plata en el Campeonato Mundial de Acuatlón de 2013.

## Palmarés internacional
| Campeonato Mundial | Campeonato Mundial    | Campeonato Mundial | Campeonato Mundial |
| Año                | Lugar                 | Medalla            | Prueba             |
| ------------------ | --------------------- | ------------------ | ------------------ |
| 2013               | Londres (Reino Unido) | Medalla de plata   | Individual         |